# 軍中楽園 (映画)
『軍中楽園』（ぐんちゅうらくえん、原題：軍中樂園、英題：Paradise in Service）は2014年製作の台湾映画。大陸から2kmほどの距離にある福建省金門島にかつて実在した「軍中楽園」と呼ばれる慰安所を舞台としたドラマ映画。
2014年の第51回金馬奨でチェン・ジェンビンが最優秀助演男優賞を、レジーナ・ワンが最優秀助演女優賞をそれぞれ受賞した。
日本では2015年に第10回大阪アジアン映画祭で上映された後、2018年に一般公開された。

## あらすじ
中国と台湾が海峡を挟んで対立していた1969年。大陸からわずか2kmの距離で砲撃が降り注ぐ攻防の最前線だった金門島に配属された青年兵のルオ・バオタイ（イーサン・ルアン）。エリート部隊に配属されたもののカナヅチであることが判明し、「特約茶室」を管理する831部隊に再配属される。そこは「軍中楽園」と呼ばれる兵士たちのための娼館だった。バオタイは事情を抱えて働く様々な女たちの中の1人、どこか影のある女ニーニー（レジーナ・ワン）と出会い、彼女と奇妙な友情を育むようになる。
バオタイの上官である大陸出身の老兵ラオジャン（チェン・ジェンビン）は、客の男たちに愛をささやく小悪魔の娼婦アジャオ（チェン・イーハン）との未来を夢見、隊内でいじめを受けるバオタイの友人ホワシン（ワン・ポーチエ）は、愛し合う若い娼婦アシア（ミャオ・クーリー）と逃避行する。
そんなある日、バオタイのもとに婚約者から別れの手紙が届く。傷心と失意に沈む自分を受け止めてくれたニーニーに惹かれていくバオタイだったが、彼女が背負っている、ある罪を知ることになる。

## キャスト
- ルオ・バオタイ（羅保台）：イーサン・ルアン（阮経天）
- ニーニー（妮妮）：レジーナ・ワン（万茜）
- ラオジャン（老張）：チェン・ジェンビン（陳建斌）
- アジャオ（阿嬌）：チェン・イーハン（陳意涵）
- ホワシン（鐘華興）：ワン・ポーチエ（王柏傑）
- アシア（阿霞）：ミャオ・クーリー（苗可麗）

## スタッフ
- 監督、脚本、エグゼクティブ・プロデューサー：ニウ・チェンザー
- 編集協力：ホウ・シャオシェン
- 脚本：ツェン・リーティン
- 撮影：チャーリー・ラム
- 音楽：シンシン・リー